# Everton Football Club
El Everton Football Club es un club de fútbol del Reino Unido con sede en Liverpool (Inglaterra). El club compite en la Premier League, máxima categoría del fútbol inglés, ininterrumpidamente desde 1954 —la segunda racha vigente más longeva, siendo uno de los clubes más grandes e históricos de la liga inglesa junto con el Liverpool, Chelsea,  Aston Villa, Tottenham Hotspur, entre otros grandes de la liga de Inglaterra, siendo únicamente superado por el Arsenal, el cual es el club con más presencias. Ha sido campeón de la liga en nueve ocasiones —quinto club más laureado—, y es uno de los miembros fundadores de la Football League en 1888 y de la Premier League en 1992.
Fundado el 1 de enero de 1878, disputa sus encuentros como local en el estadio Goodison Park, uno de los más antiguos del país, y sus colores tradicionalmente son el azul y el blanco desde la temporada 1901-02. El amarillo suele utilizarse desde los años 1960 como color alternativo para ribetes y detalles y para sus uniformes suplentes. Su jugador más representativo y máximo goleador histórico es Dixie Dean, autor de 60 goles en la temporada 1927-28, y que tiene una estatua en las afueras del estadio. Desde 2000, el club reconoce anualmente como "notable contribuyente al club" a sus exjugadores más notables, que reciben el apelativo de Everton Giants ("Gigantes del Everton"), en reconocimiento a sus trayectorias.
Su principal rivalidad es con el Liverpool F. C. —entidad vecina de la misma ciudad y surgida a partir de una discusión de los directivos del Everton con John Houlding, dueño entonces de Anfield—, con quien disputa el derbi de Merseyside.

## Historia

### Fundación
En 1871 se inauguró una iglesia metodista llamada Saint Domingo, en el distrito de Everton, a unos cinco kilómetros al noreste de Liverpool. Seis años después, el pastor, Ben Swift Chambers, con el deseo de dirigir el ocio juvenil hacia los deportes fundó un club de críquet. Durante los meses de invierno era complicado practicar este deporte por lo que, el reverendo Chambers y el organista George Mahón, crearon un equipo de fútbol, cada vez más popular en la nación, y organizaron partidos contra equipos de las diferentes iglesias de Stanley Park, la franja de terreno que separa los actuales estadios de Goodison Park y Anfield.
Pronto creció la popularidad de un equipo que atrajo a muchos jugadores y aficionados de fuera de la parroquia. Por lo que se decidió en noviembre de 1878 eliminar el viejo apelativo de “Saint Domingo F. C.” y se adoptó el nombre del distrito, Everton. Aquel año, pocos días antes de Navidad, el Everton disputó contra el St. Peter’s su primer partido y ganó por 6-0.

### Los primeros años

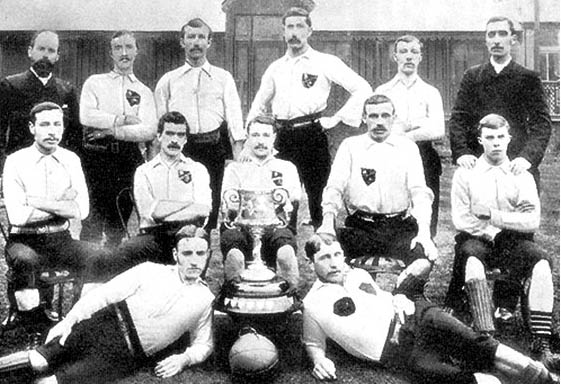
Uno de los primeros equipos del Everton F. C., 1887

En 1884, el Everton ganó su primera copa, la Copa de Liverpool, en su nuevo campo de Priory Road. Pero, como su popularidad no dejaba de crecer, el club tuvo que trasladarse a un campo con mayor capacidad. El estadio se llamó Anfield, y fue allí donde el club se convirtió en miembro fundador de la liga de fútbol en 1888 y donde ganó su primer campeonato de liga en 1890/91.
En aquella temporada se introdujeron los lanzamientos de penalti y las redes en las porterías, que inventó un seguidor del Everton, el ingeniero del Ayuntamiento de Liverpool J. A. Brodie.

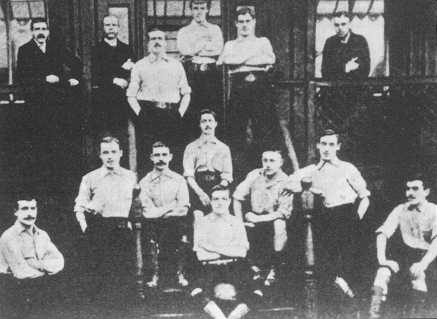
Equipo del Everton F. C. en la temporada 1891.

El alquiler de Anfield por parte del Everton provocó la decisión que acabaría por convertir Merseyside en el condado con más éxitos futbolísticos del país. John Houlding, el arrendatario de Anfield, adquirió todos los derechos del terreno y exigió al Everton una subida del alquiler de 100 a 250 libras esterlinas al año. La Junta Directiva se negó a satisfacerla. El club abandonó Anfield y se trasladó a Goodison Park. Houlding decidió fundar su propio club de fútbol y en 1892 nació el Liverpool F. C. que se convertiría en el máximo rival del Everton Football Club.
En 1906, el Everton, ganó su primera FA Cup tras imponerse al Newcastle United por 1-0. Tres años después se convirtió junto al Tottenham Hotspur en el primer club de fútbol que iniciaba una gira intercontinental.
En 1914-1915, inspirado por Bobby Parker, quien marcó 36 goles en 35 partidos, Everton logró el título de la Liga inglesa el estallido de la Primera Guerra Mundial detuvo la competición por cuatro años por lo que este éxito no tuvo continuidad.
Tras la guerra, en la temporada 1927/28, el jugador del Everton William Ralph “Dixie” Dean,consiguió un récord todavía no igualado al anotar 60 goles en 39 partidos. Dean posee también el honor de haber sido el primer número 9 de la historia, pues vistió el dorsal cuando se introdujeron los números en las camisetas durante la final de la Copa de Inglaterra de 1933, que el Everton conquistó (con los dorsales del 1 al 11) tras imponerse al Manchester City (que lució los dorsales del 12 al 22) por 3-0.
Everton volvió a conseguir la Liga inglesa en la temporada 1938/39 pero la Segunda Guerra Mundial volvió a detener la liga. Tras la guerra el Everton entró en crisis y descendió de categoría.

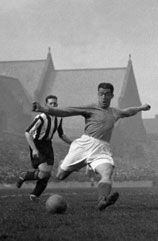
William Ralph “Dixie” Dean.

### La década de 1960
Con Harry Catterick como entrenador, en 1961-62, el Everton terminó en cuarto lugar en la Primera División. Al año siguiente, Everton se hizo con un nuevo título de liga tras perder solo seis partidos en la temporada. En esta liga Roy Vernon anotó 24 goles y Alex Young 20.
Al año siguiente, en su participación en la Copa de Europa, perdió en primera ronda ante el Inter de Milán perdiendo 4-0 ambos partidos.
En 1966 el equipo llegó a la final de la FA Cup tras eliminar a Sunderland, Bedford Town, Coventry City, Manchester United y Manchester City para enfrentarse en la final al Sheffield Wednesday.
El Sheffield Wednesday se adelantó 3-0, pero Everton con dos goles de Mike Trebilcock logró acercarse. Finalmente Derek Temple logró el gol del empate para el Everton. Después, metió su segundo gol y el de la victoria David Ford y le dio cierre a una final de la FA Cup espectacular. Su participación al año siguiente en la Recopa de Europa no fue muy exitosa ya que Everton quedó eliminado por el Real Zaragoza en la segunda ronda.
En 1968 Everton volvió a llegar a la final de la FA Cup pero el título finalmente fue a parar a las vitrinas del West Bromwich Albion gracias a un gol de Jeff Astle.
A pesar de este fracaso Harry Catterick sabía que aún tenía jugadores de gran calidad a su disposición - Howard Kendall, Colin Harvey, Alan Ball, Joe Royle, Labone - quienes realizaron un campeonato 1969-1970 glorioso. Joe Royle fue el máximo goleador con 23 goles y el Everton ganó la liga con un total de nueve puntos de ventaja sobre el Leeds United.

### El declive de los años 1970
Los años 1970 fueron un periodo triste para el club. La final de la Copa de la Liga de Inglaterra disputada en la temporada 1976-1977 fue el más cercano éxito del Everton. Everton empató 0-0 con el Aston Villa en Wembley, 1-1 en Hillsborough en la repetición y, a continuación, perdió 2-3 en el tercer partido en Old Trafford.
Un exjugador del Everton, Billy Bingham, fue contratado como entrenador y bajo su mandato el Everton se clasificó para participar en la Copa de la UEFA en la temporada 1974/75 pero el A. C. Milan le eliminó en primera ronda. 
En enero de 1977 Billy Bingham fue sustituido por Gordon Lee quien terminó en tercer lugar en la tabla de 1977-1978 y el cuarto en la temporada siguiente. Sin embargo poco después fue sustituido por Howard Kendall.

### Los gloriosos años 1980
En la temporada 1983/84, Everton tras un mal arranque de liga terminó séptimo en la tabla, y llegó a la final de la Copa FA y de la Copa de la Liga.
La final de Copa de la Liga fue un derbi de Merseyside y terminó en un empate 0-0. Sin embargo el Liverpool ganó la repetición en Maine Road.
La final de la FA Cup lo enfrentó al Watford F. C. en Wembley y el Everton se impuso gracias a los goles de Graeme Sharp y Andy Gray.

#### Temporada 1984/85
La temporada 1984/85 fue una de las mejores en la historia del club. A pesar de tener un inicio poco convincente, logró reponerse e imponer su jerarquía en la liga inglesa.
Durante esta temporada ganó su octava liga, a falta de cuatro partidos para el final de la competición. Sin embargo, ese no fue su único objetivo. Como campeón de la FA Cup el Everton también disputó la Recopa de Europa. El club avanzó hasta su primera final europea tras dejar en el camino al Bayern de Múnich, empatando 0-0 en la ida en Múnich, y ganando 3-1 en el Goodison Park, siendo considerado como uno de los partidos más memorables en la historia del club. La final la disputó en el De Kuip, Róterdam, contra el Rapid Viena. La final la ganó cómodamente por un marcador de 3-1, consiguiendo así su primer título europeo. El escocés Andy Gray fue el máximo goleador de la competición, con 5 goles.
Durante esta temporada también exhibió su poderío en la FA Cup, demostrando que era capaz de pelear por el triplete. El club logró llegar a la final, que disputó ante el Manchester United. Finalmente el Everton perdió el partido por 1-0, con un equipo muy cansado físicamente, gracias a un gol de Norman Whiteside.
La campaña en la Recopa no estuvo exenta de polémica. En un empate contra el Fortuna Sittard neerlandés, un fan del Everton entró en el terreno de juego y fue arrestado al tratar de subir de nuevo sobre la valla de seguridad en las gradas. Esta fue una de las muchas invasiones de los fanes de clubes ingleses en el país y el extranjero durante este período.

#### El resto de los años 1980
Después de la temporada, los azules entraron en 1985-86 ampliamente considerado como el mejor equipo de Europa.
Al final de 1985, el Everton cierra el fichaje de Gary Lineker proveniente del Leicester City. Esto provocó la salida del popular Andy Gray, quien regresó al Aston Villa F. C., lo que provocó mucha polémica.
Los aficionados afirman que el equipo de los '80 podría haber llegado a ganar más títulos europeos después de 1985, de no haber sido por la prohibición de todos los clubes ingleses de participar en las competiciones continentales de la UEFA tras el desastre del estadio de Heysel (que implica irónicamente a los aficionados del Liverpool), el otro equipo de la ciudad y rival tradicional del Everton.
La temporada 1985/86 comenzó en la Charity Shield, donde el Everton se vengó del Manchester United por la final de la FA Cup.La temporada terminó con Everton acabando subcampeón de la liga inglesa y el año acabó sin más títulos.
Para la temporada 1986/87 Everton perdió a Lineker pero consiguió reconquistar la liga inglesa.
Poco después Howard Kendall abandonaba el Everton y fichaba por el Athletic Club. Su sustituto fue Colin Harvey, quien consiguió dejar al equipo en la cuarta posición en la liga en la temporada 1987/88 y llegar a semifinales de la Copa de la Liga. En la temporada 1987/88 Everton volvía a llegar a la final de la FA Cup contra el Liverpool F. C. pero fue derrotado por su máximo rival. La final sirvió de fondo a la tragedia de Hillsborough sufrida un mes antes que supuso la muerte de 96 aficionados del Liverpool y que sumió a la ciudad en el dolor.
En la temporada 1990/91 Colin Harvey fue destituido.

### La década de 1990
Howard Kendall volvió al banquillo de "the Toffees" pero no disfrutó de los mismos éxitos de su primera experiencia y tuvo que abandonar el club en diciembre de 1993. En la temporada 1993/94 Everton estaba a punto de descender a segunda división y necesitaba derrotar al A. F. C. Wimbledon en el último partido de liga. Wimblendon empezó venciendo por 2-0 pero Everton finalmente pudo dar la vuelta al marcador con dos goles de Graham Stuart y otro Barry Horne.
Joe Royle fue contratado como entrenador en la temporada 1994/95. Everton terminó 15 º en la liga pero en la FA Cup, Everton, eliminó a Tottenham Hotspurs y en la final venció 1-0 contra el Manchester United.

Alineaciones del Everton F. C. y el Manchester United en la final de la Copa inglesa de la temporada 1994/95.

La temporada 1995/96 Everton terminó en sexta posición en Premier League. A finales de la temporada 1996-97, Joe Royle se había ido, y Dave Watson asumió el control temporal. El equipo coqueteó brevemente con el descenso una vez más, pero, a pesar de ganar solo uno de los últimos ocho partidos, logró terminar dos puntos sobre la zona de descenso. En la temporada 1997-1998, Howard Kendall regresó por tercera etapa al frente. Los azules solo ganó nueve de sus 38 partidos de liga, y evitó el descenso solo en virtud de una mejor diferencia de goles que el Bolton Wanderers.
Uno de los fichajes de Kendall, Gareth Farrelly, anotó el gol decisivo en el último partido, un empate 1-1 con el Coventry City Football Club. Desde esta temporada hasta 2002 a pesar de fichar a grandes jugadores como Paul Gascoigne, David Ginola, Thomas Gravesen y Kevin Campbell, Everton no consiguió recuperar los éxitos del pasado.

### Presente
Desde 2002 con David Moyes el equipo ha tenido progresos significativos clasificándose en dos ocasiones a competiciones europeas (en comparación con una sola en los once años anteriores) y dos veces (2003 y 2005) entre los 10 mejores equipos durante sus seis años en el cargo. En el año 2008 el club ficha al prometedor Marouane Fellaini, por £15 millones (18,5 millones de euros). Esta suma astronómica convirtió a Fellaini en el jugador más caro en la historia del fútbol belga, y para el Everton F. C., fue el traspaso más costoso de su historia.

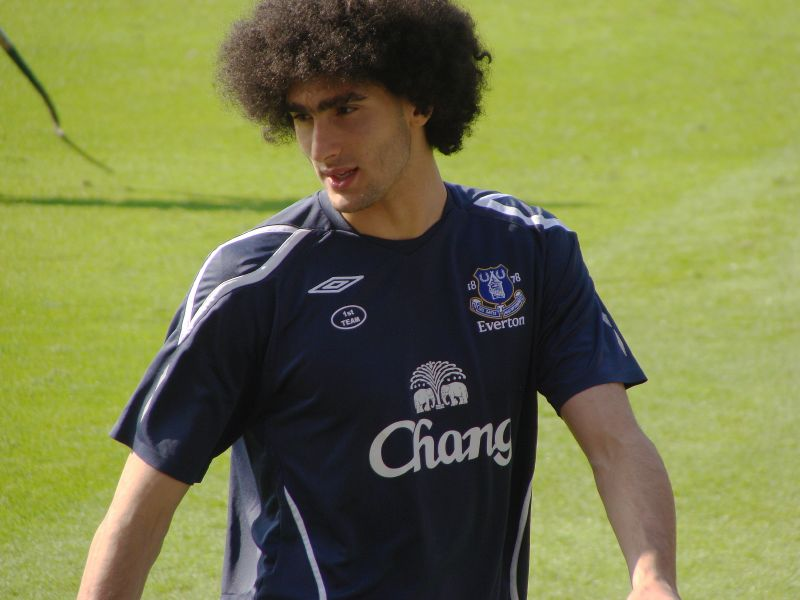
Marouane Fellaini.

En la temporada 2009/10 el club comienza perdiendo sus dos primeros partidos de local, incluyendo una derrota en casa 6-1 a manos del Arsenal y después de un largo período de especulación Joleon Lescott fue vendido al Manchester City por 22 mll £. Logra clasificarse para la fase de grupos de la UEFA Europa League. Los resultados comienzan a mejorar en diciembre, aunque queda eliminado de la Europa League a manos del Sporting de Lisboa. A finales de marzo logran un número récord al ganar 7 partidos consecutivos en casa, incluyendo victorias contra el Chelsea F. C. y el Manchester United. Finalmente termina 8°, con dos puntos menos que el Liverpool.
La temporada 2010/11 comenzó de forma algo deficiente. El club no pudo ganar un partido de liga hasta octubre, y había sido eliminado de la Copa de la Liga por el Brentford. Sin embargo, a finales de ese mes la situación se había estabilizado y finalizó 7° en la primera mitad de la temporada. El club fue algo irregular hasta fin de año, aunque logra una victoria 5.ª ronda de la FA Cup ante el Chelsea. Tres derrotas en 18 partidos de Liga le aseguran la posibilidad de luchar por puestos europeos. A mediados de abril, el club estaba en la 7 ª posición, un punto por detrás del Liverpool. Everton iba a terminar séptimo en esa temporada con 54 puntos, siendo la menor cantidad de puntos en 5 años.
En la actual temporada 2011/12 comenzó con un gran nivel de rendimiento. Poco a poco ha ido acumulando muchos empates, pero manteniendo posiciones europeas, aunque al final terminó en séptimo puesto.
En mayo de 2013 se confirma la marcha del técnico David Moyes al banquillo del Manchester United, dejando al equipo como sexto clasificado, aunque no se clasificó para la UEFA Europa League. Su lugar en el banquillo lo ocupará el técnico español Roberto Martínez. Con Moyes se fueron jugadores de jerarquía como Marouane Fellaini, pero a cambio llegaron las incorporaciones de Romelu Lukaku (cedido del Chelsea), Gerard Deulofeu (cedido del F. C. Barcelona), Gareth Barry (cedido del Manchester City), Joel Robles, Arouna Koné, Antolín Alcaraz y James McCarthy (procedentes del Wigan Athletic).
El club tenía fijo el objetivo de clasificar para una competición europea. Tras comenzar la Premier League 2013-14 con 3 empates consecutivos, el Everton se sitúa entre los 7 primeros a partir de la quinta jornada, terminando la primera vuelta en cuarto puesto. El Everton llegó a la recta final del campeonato con algunas opciones de clasificarse para la Champions, y aunque no logró ese objetivo, sí se aseguró la presencia en la Europa League, mejorando una posición respecto a la temporada anterior. Su trabajo convenció a los dirigentes toffees, y renovaron al técnico español hasta 2019.
Sin embargo, su segunda temporada en el banquillo del Goodison Park no resultó tan exitosa, pues el equipo terminó como decimoprimero clasificado en la Premier League 2014-15. Mejor rendimiento mostró en la Liga Europa, donde fue el mejor equipo inglés, llegando a octavos de final.
En la Premier League 2015-16, el equipo mostró un rendimiento similar al del curso anterior: Si bien comenzó ocupando posiciones europeas durante algunas jornadas, pronto quedó anclado en la zona templada de la clasificación. El 12 de mayo de 2016, Martínez fue destituido como técnico toffee, dejando el equipo como decimosegundo clasificado con 44 puntos a falta de una jornada para el término del torneo.
El 14 de junio de 2016, el Everton anunció la contratación de Ronald Koeman tras pagar 6.3 millones de euros al Southampton para hacerse con sus servicios. Bajo su dirección, el conjunto toffee protagonizó un buen comienzo de temporada, llegando a ocupar el segundo puesto después de cinco jornadas en la Premier League 2016-17. Finalmente, el rendimiento del equipo cayó hasta terminar el campeonato en la séptima posición.
La temporada 2017-2018 comenzó mal para el equipo, ocupando la decimoctava posición en Premier League y habiendo obtenido un punto en tres encuentros de la Liga Europa. El equipo invirtió 160 millones en fichajes aquel año -Klaasen, Sandro, Pickford, Keane, Rooney, Martina, Sigurdsson-. A pesar de ello, la venta de Romelu Lukaku al Manchester United afectó claramente al rendimiento del equipo, por lo que tras los malos resultados iniciales Ronald Koeman fue despedido el 23 de octubre de 2017.
El 30 de noviembre de 2017, se hizo cargo del equipo, Sam Allardyce. En aquella fecha, los Toffees ocupaban la decimotercera posición tras 15 jornadas de la Premier League, aunque con Allardyce lograron escalar a la novena plaza al término de la primera vuelta del torneo. Finalmente, llevó al equipo al octavo puesto de la clasificación, pero el club optó por no renovar su contrato.
En mayo de 2018, se confirmó como nuevo entrenador a Marco Silva. En su primera temporada en Goodison Park, llevó a los toffees al octavo puesto en la Premier League; pero el 5 de diciembre de 2019, un día después de perder el Derbi de Merseyside contra el Liverpool (5-2) y caer al decimoctavo puesto de la clasificación, el club anunció su destitución.
El 21 de diciembre de 2019, el Everton comunicó que había llegado a un acuerdo con Carlo Ancelotti para ocupar su banquillo durante los próximos 4 años y medio. Se hizo cargo del equipo toffee cuando ocupaba la decimoquinta posición en la Premier League 2019-20 y lo dejó en decimosegundo puesto al término del campeonato. Posteriormente, en la Premier League 2020-21, mejoró hasta el 10.º lugar en la tabla.
Ancelotti dejó el club en junio de 2021 para reincorporarse a su antiguo club, el Real Madrid, como entrenador. El ex entrenador del Liverpool Rafael Benítez fue nombrado como su sustituto, convirtiéndose posteriormente en la segunda persona en dirigir tanto al Liverpool como al Everton. Fue destituido en enero de 2022 tras 9 derrotas en sus últimos 13 partidos al frente del club, y sustituido por el ex entrenador del Chelsea Frank Lampard. Lampard también fue destituido en enero de 2023 tras un rendimiento extremadamente pobre. Como sustituto fue elegido Sean Dyche. El Everton se salvó por del descenso con una victoria por 1-0 ante el Bournemouth en su último partido de la Premier League 2022-23.
En septiembre de 2023, la compañía de inversión norteamericana 777 Partners, propietaria de clubes como el Genoa, Vasco da Gama, Standard Lieja y Hertha Berlín acordó comprar el club obteniendo el 94,1% del accionado cuya propiedad era de Farhad Moshiri. Pero el 1 de junio de 2024 el club informó que el acuerdo quedó nulo tras no poder completarse antes del plazo fijado.
“El acuerdo entre 777 Partners y Blue Heaven Holdings Limited por la venta y compra de la mayoría del club expiró hoy”, dijo Everton. “El club seguirá operando de la misma manera mientras trabaja con Blue Heaven Holdings para analizar todas las opciones para futuros propietarios”.
El 21 de junio de 2024, Everton anunció un acuerdo de exclusividad con Friedkin Group, propietarios del club de la Serie A italiana A.S. Roma. El 23 de septiembre de 2024, Everton y Friedkin Group publicaron una declaración conjunta en la que se indicaba que se había llegado a un acuerdo sobre los términos de venta en espera de la aprobación de la Premier League, la Asociación de Fútbol y la Autoridad de Conducta Financiera. El 14 de diciembre, Friedkin recibió oficialmente la aprobación de la Premier League para adquirir Everton, y cinco días después adquirió oficialmente el club.
El 9 de enero de 2025, Dyche fue relevado como entrenador del equipo. El 11 de enero de 2025, se hace oficial el retorno de David Moyes como entrenador.

## Copa Hermandad
La Copa del Hermandad fue un partido disputado el 4 de agosto de 2010 en Goodison Park en Liverpool. El Everton F. C. recibió al Everton de Viña del Mar en el partido amistoso para la Copa Hermandad (conocido en inglés como el Trofeo Hermandad). El encuentro, dirigido a promover un mayor acercamiento entre los dos Everton. El equipo inglés ganó el partido 2-0 con dos goles en el segundo tiempo de Jermaine Beckford y Diniyar Bilyaletdinov. Beckford ganó el premio al mejor jugador del partido. Y el trofeo fue levantado por Phil Neville y Mikel Arteta. Era la primera vez que ambos equipos jugaban entre sí.
| 4 de agosto de 2010 | Everton Football Club            | 2:0 (0:0) | Everton de Viña del Mar | Goodison Park, Liverpool                                |                                                         |
|                     | Beckford 51' · Bilyaletdinov 65' |           |                         | Asistencia: 25 934 espectadores Árbitro(s): Mark Halsey | Asistencia: 25 934 espectadores Árbitro(s): Mark Halsey |

## Escudo

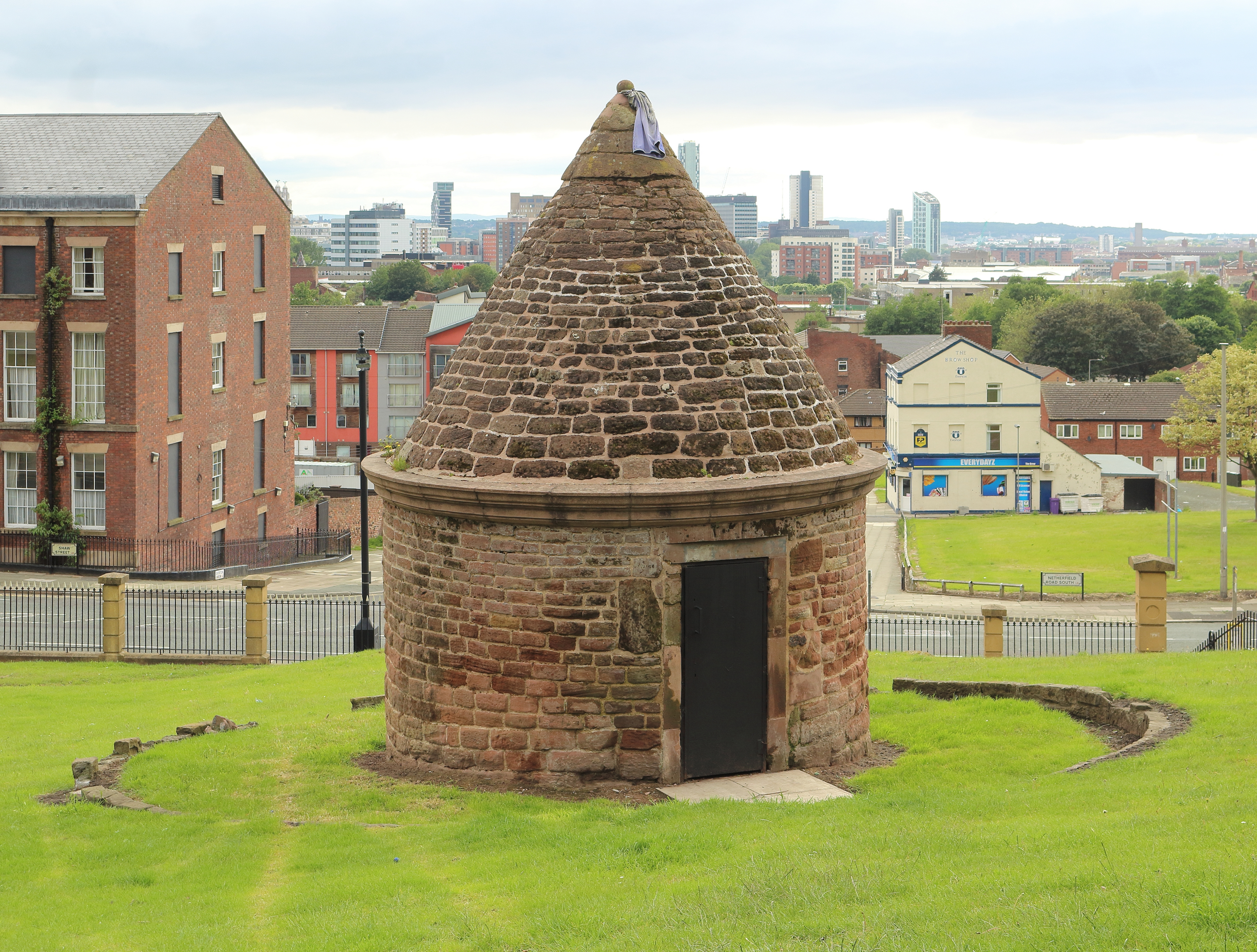
Desde 1938, el Prince Rupert's Tower ha aparecido en el escudo del Everton.

Al final de la temporada 1937-38, el secretario del Everton, Theo Kelly, que más tarde se convertiría en el entrenador del club, quiso diseñar una corbata con los colores del equipo. Se decidió que el color sería azul, como las camisetas del club, y se le encargó a Kelly la tarea de diseñar un escudo que figurara en la corbata. Trabajó en él durante cuatro meses hasta que se decidió incluir el Prince Rupert's Tower, que se encuentra en el corazón del distrito de Everton. Desde su construcción en 1787, la torre ha tenido vínculos inextricables con la zona conocida como Everton. En un principio se utilizó como depósito para encarcelar principalmente a borrachos y delincuentes menores, y aún hoy se mantiene en pie en Everton Brow, situada en Netherfield Road. La torre va acompañada de dos coronas de laurel a cada lado, donde según el Colegio de Armas de Londres, Kelly decidió incluirlas como símbolo de victoria. El escudo va acompañado del lema del club, en latín "Nil Satis Nisi Optimum", que significa que "Sólo lo mejor es suficientemente bueno". Las corbatas las llevaron por primera vez Kelly y el presidente del Everton, el Sr. E. Green, en el día de la inauguración de la temporada 1938-39.
Posteriormente, el club incorporó el escudo en sus camisetas. Entre 1922 y 1930 se adoptó un diseño de "EFC" entrelazado, antes de que el club volviera a utilizar camisetas azules lisas hasta 1972, cuando se añadieron las letras "EFC" en negrita. El escudo diseñado por Kelly se utilizó por primera vez en las camisetas del equipo en 1978 y ha permanecido allí desde entonces, sufriendo cambios graduales hasta la versión que se utiliza actualmente.
En mayo de 2013, el club lanzó un nuevo escudo para mejorar la reproducibilidad del diseño en los medios de comunicación impresos y audiovisuales, especialmente a pequeña escala. Los críticos sugirieron que fue la presión externa del fabricante deportivo Nike, la que evocó el rediseño, ya que se había reducido el número de colores y se había eliminado el efecto radial, lo que hacía que la reproducción de la equipación fuera más rentable. El rediseño fue mal recibido por los aficionados, y una encuesta en un sitio de fanes del Everton registró un 91% de respuestas negativas al escudo. Una petición de protesta alcanzó más de 22.000 firmas antes de que el club ofreciera una disculpa y anunciara que se crearía un nuevo escudo para la temporada 2014-15 con un énfasis en la consulta a los aficionados. Poco después, el Jefe de Marketing dejó el club. El último escudo fue revelado por el club el 3 de octubre de 2013. Tras un proceso de consulta con los aficionados, se preseleccionaron tres nuevos escudos. En la votación final, el nuevo escudo fue elegido por casi el 80% de los aficionados que participaron y comenzó a utilizarse en julio de 2014.

## Apodo
El apodo más conocido del Everton es "The Toffees" o "The Toffeemen", que surgió después de que el Everton se trasladara a Goodison. Hay varias explicaciones sobre cómo se adoptó este nombre, siendo la más conocida que había un negocio en el pueblo de Everton, entre Everton Brow y Brow Side, llamado Mother Noblett's, que era una tienda de tofis, que vendía varios tipos caramelos, incluida la Everton Mint. También estaba situada frente al Everton Lock-Up, en la que se basa el escudo. La tradición de la Toffee Lady, en la que una chica recorre el perímetro del campo antes del comienzo de un partido lanzando caramelos de menta gratis al público, simboliza la conexión. Otra posible razón es que había una casa llamada Ye Anciente Everton Toffee House en la cercana Village Street, Everton, dirigida por Ma Bushell. La casa de caramelos estaba situada cerca del hotel Queen's Head, donde se celebraban las primeras reuniones del club.
El Everton ha tenido muchos otros apodos a lo largo de los años. Cuando se usaba el uniforme negro, el equipo recibía el apodo de "The Black Watch", por el famoso regimiento del ejército. Desde que pasó a ser azul en 1901, el equipo recibió el sencillo apodo de "The Blues". El atractivo estilo de juego del Everton llevó a Steve Bloomer a llamar al equipo "científico" en 1928, lo que se cree que inspiró el apodo de "La Escuela de Ciencias". El equipo ganador de la FA Cup de 1995 era conocido colectivamente como "Los perros de la guerra". Cuando David Moyes llegó como entrenador, proclamó que el Everton era "el club del pueblo", que ha sido adoptado como apodo semioficial del club.

## Área social y dimensión sociocultural

### Afición
El Everton tiene una gran base de fanes, con el octavo promedio de asistencia más alto de la Premier League en la temporada 2008-09. La mayor parte de los seguidores del Everton en los días de partido proceden del noroeste de Inglaterra, principalmente de Merseyside, Cheshire, West Lancashire y partes del oeste de Gran Mánchester, junto con muchos aficionados que se desplazan desde el norte de Gales e Irlanda. Dentro de la ciudad de Liverpool, el apoyo al Everton y al rival de la ciudad, el Liverpool, no está determinado por una base geográfica, ya que los seguidores se mezclan en toda la ciudad. El Everton también cuenta con muchas peñas en todo el mundo, en lugares como Norteamérica, Singapur, Indonesia, Líbano, Malasia, Tailandia, India y Australia. Paul McCartney, de The Beatles, es uno de los seguidores más reconocidos del Everton. El club oficial de aficionados es FOREVERTON, y también hay varios fanzines, como When Skies are Grey y Speke from the Harbour, que se venden en los alrededores de Goodison Park los días de partido.
El Everton acude con regularidad a los partidos fuera de casa, tanto en el ámbito nacional como en el europeo. El club aplica un sistema de puntos de fidelidad que ofrece la primera oportunidad de adquirir entradas para los partidos fuera de casa a los abonados que hayan asistido al mayor número de encuentros. El Everton suele agotar su asignación de entradas en los partidos fuera de casa, y las entradas se venden especialmente bien para los partidos fuera del noroeste de Inglaterra. En octubre de 2009, el Everton desplazó a 7.000 aficionados al Benfica, lo que supuso la mayor afluencia de público a domicilio en Europa desde la final de la Recopa de Europa de 1985.

### Departamento comunitario
El departamento comunitario del Everton, Everton in the Community (EitC), es una organización benéfica que ofrece actividades deportivas y sociales a la comunidad local, incluidas las personas con discapacidades. EitC representa al club en la Asociación Europea de Clubes Multideportivos.

### Relaciones con otros clubes
El Everton está relacionado con muchos otros clubes y organizaciones deportivas. Tiene vínculos con la academia de fútbol irlandesa Ballyoulster United, de Celbridge, con la Asociación de Fútbol de Ontario de Canadá, y con la Asociación de Fútbol de Tailandia (donde existe una competición denominada Chang-Everton Cup, por la que compiten los colegiales locales). El club también tiene una academia de fútbol en la ciudad chipriota de Limassol y un acuerdo de colaboración con el club estadounidense Pittsburgh Riverhounds.
El Everton tiene vínculos con el equipo chileno Everton de Viña del Mar, que lleva el nombre del club. El 4 de agosto de 2010, los dos Everton se enfrentaron en un partido amistoso en Goodison Park denominado "Copa Hermandad", con motivo del centenario del equipo chileno. La ocasión fue organizada por la Sociedad de Ruleteros, fundada para promover las conexiones entre ambos clubes. También existen otros clubes del Everton en Colonia (Uruguay), La Plata y Río Cuarto (Argentina), Elk Grove in the U.S. state of California, Elk Grove (California, Estados Unidos) y Cork (Irlanda). También hubo un equipo llamado Everton en Trinidad y Tobago.
El club poseía y gestionaba un equipo de baloncesto profesional con el nombre de Everton Tigers, que competía en la British Basketball League. El equipo se puso en marcha en el verano de 2007 como parte del programa comunitario del club y jugaba sus partidos en casa en la Academia Deportiva Greenbank, en el suburbio de Mossley Hill, en Liverpool. El equipo era una amalgama del programa juvenil comunitario Toxteth Tigers, que comenzó en 1968. El equipo se convirtió rápidamente en uno de los más exitosos de la liga al ganar la Copa BBL en 2009 y los play-offs en 2010. Sin embargo, el Everton retiró la financiación antes de la temporada 2010-11 y el equipo fue relanzado como los Mersey Tigers.

### En la cultura popular

#### Cine y TV
El telefilme de 1969 The Golden Vision, de Ken Loach, combinaba un drama improvisado con imágenes documentales para contar la historia de un grupo de aficionados del Everton, en donde su principal objetivo de la vida -seguir al equipo- se ve interrumpido por inconvenientes como el trabajo y las bodas. El delantero del Everton Alex Young, cuyo apodo era también el título de la película, aparecía como él mismo.
El telefilme The Fix (1997), de Paul Greengrass, dramatiza la historia real de un escándalo de amaño de partidos en el que el nuevo jugador del club, Tony Kay (interpretado por Jason Isaacs), se ve implicado en haber ayudado a amañar un partido entre su anterior club, el Sheffield Wednesday, y el Ipswich Town. La mayor parte de la historia está ambientada en la temporada 1962-63 en la que el Everton ganó el Campeonato de Liga, con el entonces entrenador Harry Catterick, interpretado por Colin Welland.
En la película de Creed (2015), de la franquicia de películas Rocky, Goodison Park sirve de escenario para la escena de la pelea culminante. Para la escena se utilizaron imágenes del estadio y del público durante un partido en casa contra el West Bromwich Albion. El campeón de boxeo Tony Bellew, nacido en Liverpool y fanático del Everton de toda la vida, interpreta al contrincante de Creed y lleva el escudo del Everton en su ropa de entrenamiento y en sus pantalones.

#### Música
El club entró en la lista de sencillos del Reino Unido en cuatro ocasiones con diferentes títulos durante las décadas de 1980 y 1990, cuando muchos clubes lanzaron cada uno una canción para celebrar la llegada a la final de la FA Cup. "The Boys in Blue", publicada en 1984, alcanzó el puesto número 82. Al año siguiente, el club consiguió su mayor éxito cuando "Here We Go" alcanzó el puesto número 14. En 1986, el Everton lanzó "Everybody's Cheering the Blues", que alcanzó el puesto número 83. "All Together Now", una versión de una canción del grupo de Liverpool The Farm, se publicó con motivo de la final de la FA Cup de 1995 y alcanzó el puesto número 27. Cuando el club llegó a la final de la FA Cup de 2009, la tradición había sido abandonada por todos los clubes y no se publicó ninguna canción.

## Rivalidades

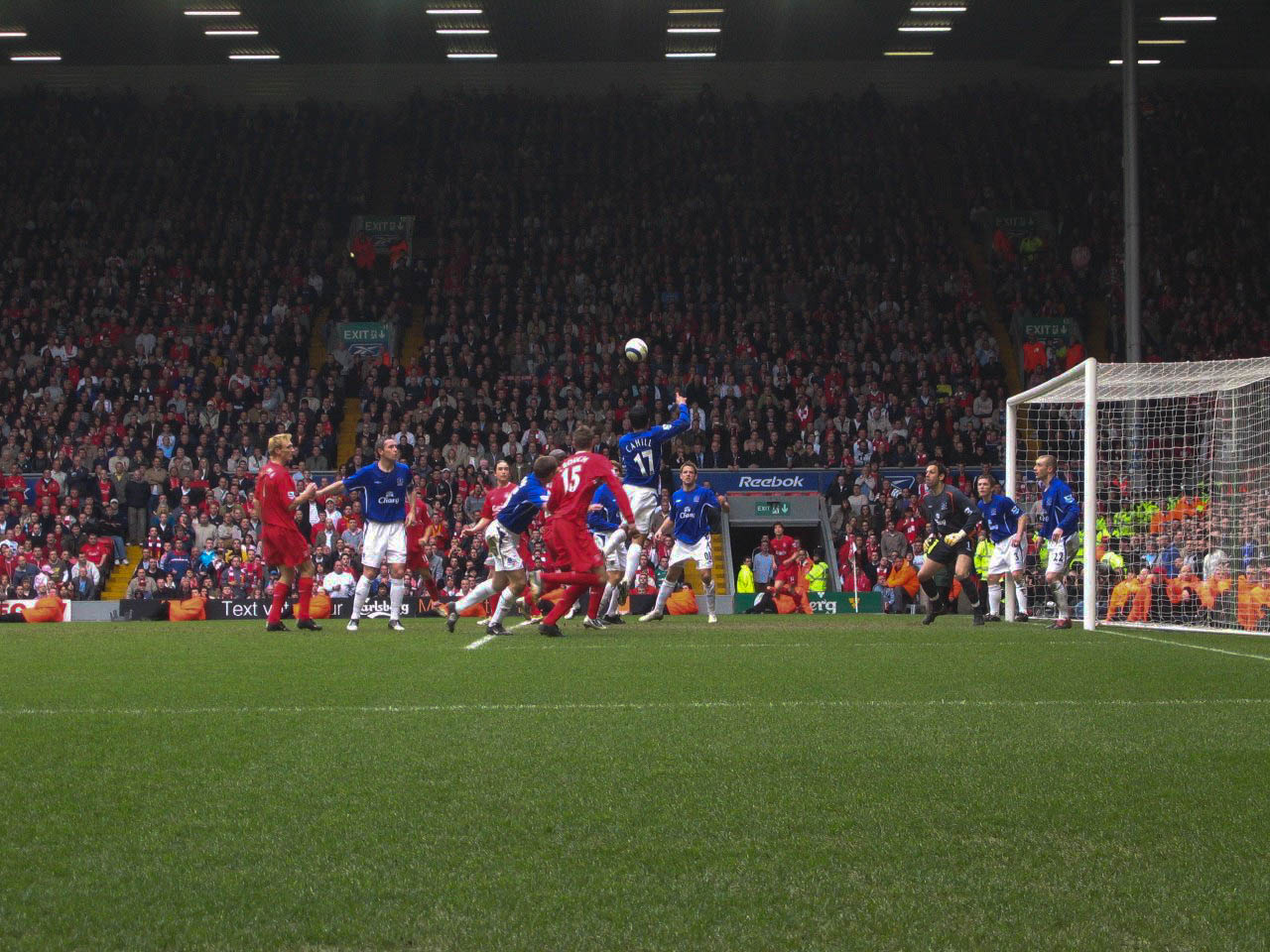
Derbi de Merseyside en Anfield (2006).

Everton FC disputa el clásico de la ciudad, el Derbi de Merseyside con el Liverpool FC, con quien mantiene una gran rivalidad histórica, que data de 1894. Este enfrentamiento surge a partir de la fundación del Liverpool luego de un desacuerdo entre la junta directiva de Everton y John Houlding. A diferencia de otras rivalidades, no hay división política, geográfica o religiosa entre el Liverpool y el Everton. Generalmente, las entradas para presenciar uno de estos partidos se agotan. Es una de los pocas rivalidades que no hacen segregar a los fanáticos de cada equipo —como comúnmente ocurre—, además de la gran cantidad de familias que tienen seguidores de ambos clubes, por lo tanto fue concebido como el «friendly derby» —trad: derbi amistoso—. Durante mediados de los años 1980, la rivalidad se ha ido intensificando, y desde la creación de la Premier League en 1992, el duelo ha tenido más cantidad de expulsiones que ningún otro partido de Premier League. Fue referido por parte de varios medios británicos como «el partido más indisciplinado y explosivo en la Premier League». Los estadios de ambos equipos se encuentran separados por apenas 1 kilómetro. Ian Rush es el máximo goleador de este clásico con 25 goles en 36 encuentros. El club azul disfruta de una gran base de fanes y regularmente atrae grandes multitudes, tiene un promedio de más de 39 000 personas (más del 99 % de capacidad) para sus partidos como local.

## Uniforme
| Periodo   | Proveedor      | Patrocinador |
| --------- | -------------- | ------------ |
| 1974-1979 | Umbro          | N/A          |
| 1979-1983 | Umbro          | Hafnia       |
| 1983-1985 | Le Coq Sportif | Hafnia       |
| 1985-1986 | Le Coq Sportif | NEC          |
| 1986-1995 | Umbro          | NEC          |
| 1995-1997 | Umbro          | Danka        |
| 1997-2000 | Umbro          | One2One      |
| 2000-2002 | Puma           | One2One      |
| 2002-2004 | Puma           | Kejian       |
| 2004-2009 | Umbro          | Chang        |
| 2009-2012 | Le Coq Sportif | Chang        |
| 2012-2014 | Nike           | Chang        |
| 2014-2017 | Umbro          | Chang        |
| 2017-2020 | Umbro          | SportPesa    |
| 2020-2022 | Hummel         | Cazoo        |
| 2022-2024 | Hummel         | Stake        |
| 2024-     | Castore        | Stake        |

Los colores tradicionales del Everton como local son la camiseta azul, el pantalón blanco y las medias blancas. Sin embargo, durante las primeras décadas de su historia, el Everton tuvo varias equipaciones de diferentes colores. Al principio, el equipo jugaba con rayas azules y blancas, pero como los nuevos jugadores que llegaban al club llevaban las camisetas de su antiguo equipo durante los partidos, pronto se produjo una confusión. Se decidió teñir las camisetas de negro, tanto para ahorrar gastos como para infundir un aspecto más profesional. Sin embargo, la equipación parecía mórbida, por lo que se añadió una faja escarlata. Cuando el club se trasladó a Goodison Park en 1892, los colores eran camisetas a rayas de color rosa salmón y azul oscuro con pantalones cortos de color azul oscuro. Más tarde, el club cambió a camisetas de color rubí con ribetes azules y pantalones azules oscuros. En la temporada 1901-02 se utilizaron por primera vez camisetas azul marino con pantalón blanco. El club jugó de color celeste en 1906; sin embargo, los aficionados protestaron y el color volvió a ser azul. Ocasionalmente, el Everton ha jugado en diferentes tonos de azul. Hoy en día, la equipación local es de color azul con pantalones y medias blancas. El club también puede vestir todo de azul para evitar cualquier choque de colores.
Los colores tradicionales del Everton como visitante eran las camisetas blancas con pantalones negros, pero a partir de 1968 las camisetas ámbar y los pantalones azules se convirtieron en algo habitual. A lo largo de las décadas de 1970 y 1980 aparecieron varias ediciones. También se han utilizado camisetas de visitante negras, blancas, grises y amarillas.
- Uniforme Titular: Camiseta azul, pantalón blanco y medias blancas.
- Uniforme Visita: Camiseta blanca, pantalón negro y medias blancas.
- Uniforme Portero: Camiseta verde, pantalón negro y medias negras.

| Primero |  | 2004–05 |  | 2005–06 |  | 2006–07 |  | 2007–08 |  | 2008–09 |  | 2009–10 |  | 2010–11 |  | 2011–12 |

| 2012–13 |  | 2013–14 |  | 2014–15 |  |  | 2015–16 |  | 2016–17 |  | 2017-18 |  | 2018-19 |  | 2019-20 |  | 2020-21 |

| 2021-22 |  | 2022-2023 |  | 2023-2024 | 2024-2025 | 2025-2026 |

## Estadio

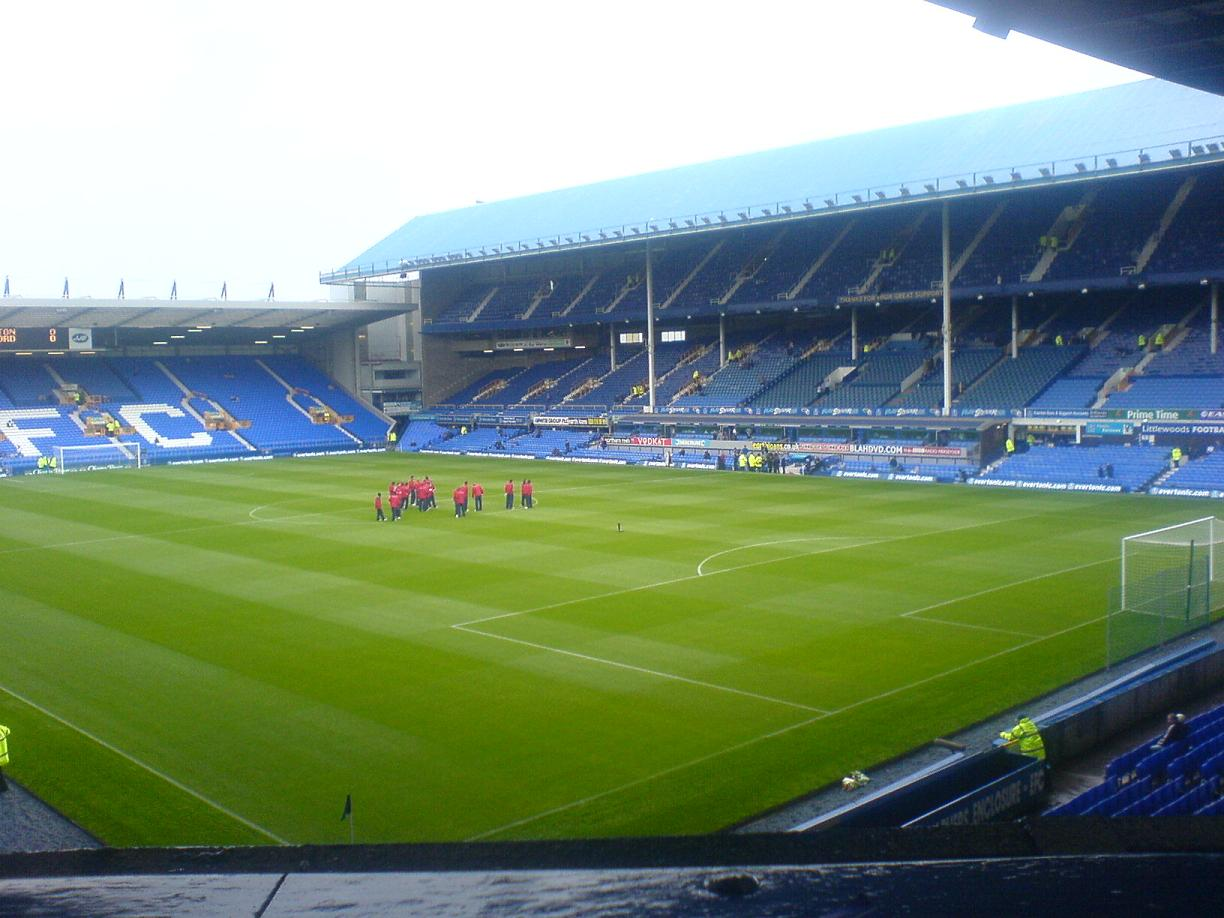
Goodison Park.

El Everton jugaba originalmente en la esquina sureste de Stanley Park. El primer partido oficial tuvo lugar en 1879. En 1882, un hombre llamado J. Cruitt donó un terreno en Priory Road que se convirtió en la sede del club. En 1884, el Everton se convirtió en inquilino de Anfield, que era propiedad de John Orrell, un propietario de tierras que era amigo de John Houlding, miembro del Everton. Orrell prestó Anfield al club a cambio de un pequeño alquiler. Houlding compró los terrenos a Orrell en 1885 y se convirtió en el propietario del Everton al cobrar un alquiler al club, que pasó de 100 libras a 240 libras al año en 1888, y siguió aumentando hasta que el Everton abandonó el terreno en 1892. El club consideraba inaceptable el aumento del alquiler. Una nueva disputa entre Houlding y el comité del club llevó a Houlding a intentar obtener el control total del club registrando la empresa "Everton F. C. and Athletic Grounds Ltd". El Everton abandonó Anfield para instalarse en un nuevo campo, Goodison Park, donde el club juega desde entonces. Houlding intentó hacerse con el nombre, los colores, los partidos y la posición en la liga del Everton, pero la Asociación Inglesa de Fútbol se lo denegó. En su lugar, Houlding formó un nuevo club, el Liverpool F. C.

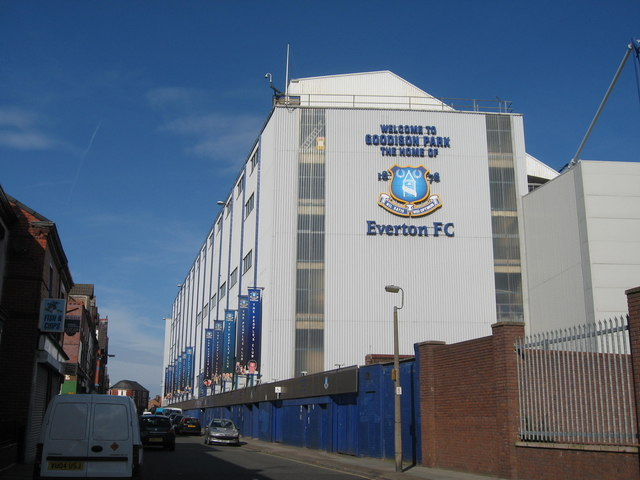
Goodison Park desde el exterior.

Goodison Park, el primer gran estadio de fútbol construido en Inglaterra, se inauguró en 1892. En Goodison Park se han disputado más partidos de fútbol de la máxima categoría que en ningún otro estadio del Reino Unido y fue el único estadio de un club inglés que albergó una semifinal de la Copa Mundial de Fútbol de 1966. También fue el primer campo inglés en tener calefacción bajo el suelo y el primero en tener dos gradas en todos los lados. Los terrenos de la iglesia de San Lucas Evangelista se encuentran junto a la esquina de la tribuna principal y el extremo de la calle Howard Kendall Gwladys.
En los días de partido, en una tradición que se remonta a 1962, los jugadores salen al ritmo de la canción "Johnny Todd", interpretada en el arreglo que se utilizaba cuando era la canción principal de Z-Cars. Se trata de una canción infantil tradicional de Liverpool recogida en 1890 por Frank Kidson y que cuenta la historia de un marinero traicionado por su amante mientras está en el mar. En dos ocasiones en 1994, el club salió al paso de diferentes canciones. En agosto de 1994, el club tocó la canción de 2 Unlimited "Get Ready For This". Un mes después, el club utilizó una versión del clásico de Creedence Clearwater Revival "Bad Moon Rising". Ambas canciones fueron recibidas con total desaprobación por los aficionados del Everton. En el 2025 Goodison Park será sede del equipo del fútbol femenino y el Everton se mudará al Bramley-Moore Dock Stadium.

## Datos del club
Neville Southall ostenta el récord de presencias en el Everton, con 751 partidos con el primer equipo entre 1981 y 1997. El fallecido medio centro y excapitán Brian Labone ocupa el segundo lugar con 534 partidos. El jugador más veterano es el portero Ted Sagar, que jugó durante 23 años, entre 1929 y 1953. Este período abarcó las dos partes de la Segunda Guerra Mundial e incluyó un total de 495 partidos. Southall también ostentaba el récord de imbatibilidad en la liga durante una temporada, con 15 partidos. Sin embargo, este récord fue superado durante la temporada 2008-09 por el portero estadounidense Tim Howard, que terminó la temporada con 17 partidos sin recibir goles. El máximo goleador del club, con 383 goles en todas las competiciones, es Dixie Dean; el segundo máximo goleador es Graeme Sharp, con 159. Dean sigue ostentando el récord nacional inglés de mayor número de goles en una temporada, con 60.
El récord de asistencia a un partido del Everton en casa es de 78.299 personas contra el Liverpool F. C. el 18 de septiembre de 1948. Sorprendentemente, sólo hubo un herido en este partido, que se produjo cuando Tom Fleetwood fue golpeado en la cabeza por una moneda lanzada desde el público mientras marchaba por el perímetro y tocaba la corneta con la Banda del Orfanato de San Eduardo. Goodison Park, al igual que todos los grandes campos de fútbol ingleses desde que se aplicaron las recomendaciones del Informe Taylor, es ahora un estadio con todas las localidades y sólo tiene capacidad para algo menos de 40.000 personas, lo que significa que es poco probable que este récord de asistencia se supere alguna vez en Goodison. El récord de traspaso pagado por el Everton fue al Swansea City por el centrocampista islandés Gylfi Sigurðsson por una suma de 45 millones de libras en 2017. La venta de Romelu Lukaku al Manchester United fue por una suma inicial de 75 millones de libras, una tarifa récord entre dos clubes ingleses y la mayor suma que el Everton ha recibido por un jugador.
El Everton ostenta el récord de mayor número de temporadas en la máxima categoría de Inglaterra (Division One/Premier League), con 120 temporadas de 124 a partir de 2022-23 (el club jugó en la Division 2 en 1930-31 y de 1951 a 1954). Es uno de los seis equipos que han jugado en todas las temporadas de la Premier League desde su creación en agosto de 1992: los otros son el Arsenal, el Chelsea, el Liverpool, el Manchester United y el Tottenham Hotspur. El partido entre el Everton y el Aston Villa es el que más veces se ha jugado en la primera división inglesa. En la temporada 2012-13, los dos miembros fundadores de la Football League han disputado un récord de 196 partidos de liga.
- Temporadas en 1.ª División: 122 (Incluyendo la 24/25).
- Temporadas en 2.ª División: 4.
- Mayor goleada conseguida:
  - En campeonatos nacionales:
    - 9-1 al Manchester City en 1906.
    - 8-0 al Stoke City en 1889.
    - 8-0 al Southampton en 1971.

  - En copas nacionales:
    - 11-2 al Derby County en 1890.

  - En torneos internacionales:
    - 6-1 al SK Brann en 2008.
    - 5-0 al Finn Harps en 1978.
- Mayor goleada recibida:
  - En campeonatos nacionales:
    - 4-10 contra Tottenham Hotspur en 1958.

  - En copas nacionales:
    - 0-6 contra Crystal Palace en 1922.

  - En torneos internacionales:
    - 0-5 contra Benfica en 2010.
- Mejor puesto en la liga: 1.º
- Peor puesto en la liga: 22.º (1929/30; 1950/51).
- Máximo goleador: Dixie Dean (383 goles).
- Portero menos goleado: Neville Southall 712 minutos sin recibir goles (1994).[90]
- Más partidos disputados: Neville Southall (750 partidos).

## Participación internacional en competiciones UEFA

#### Por competición
Nota: En negrita competiciones activas.
| Competición                                   | Temp. | PJ | PG | PE | PP | GF  | GC | Dif. | Puntos | Títulos | Subtítulos |
| --------------------------------------------- | ----- | -- | -- | -- | -- | --- | -- | ---- | ------ | ------- | ---------- |
| Copa de Europa / Liga de Campeones de la UEFA | 3     | 10 | 2  | 5  | 3  | 14  | 10 | +4   | 11     | –       | –          |
| Copa de la UEFA / Liga Europea de la UEFA     | 9     | 52 | 27 | 8  | 17 | 87  | 64 | +23  | 89     | –       | –          |
| Recopa de Europa de la UEFA                   | 3     | 17 | 11 | 4  | 2  | 25  | 9  | +16  | 37     | 1       | –          |
| Total                                         | 15    | 79 | 40 | 17 | 22 | 126 | 83 | +43  | 137    | 1       | 0          |

## Jugadores

### Registros
| Goleadores | Goleadores     | Goleadores | Presencias | Presencias       | Presencias   |
| ---------- | -------------- | ---------- | ---------- | ---------------- | ------------ |
| 1.         | Dixie Dean     | 383 goles  | 1.         | Neville Southall | 750 partidos |
| 2.         | Graeme Sharp   | 159 goles  | 2.         | Brian Labone     | 533 partidos |
| 3.         | Bob Latchford  | 138 goles  | 3.         | Dave Watson      | 529 partidos |
| 4.         | Alex Young     | 125 goles  | 3.         | Ted Sagar        | 495 partidos |
| 5.         | Joe Royle      | 119 goles  | 5.         | Kevin Ratcliffe  | 494 partidos |
| 6.         | Dave Hickson   | 111 goles  | 6.         | Mick Lyons       | 462 partidos |
| 7.         | Roy Vernon     | 111 goles  | 7.         | Jack Taylor      | 456 partidos |
| 8.         | Edgar Chadwick | 110 goles  | 8.         | Peter Farrell    | 453 partidos |
| 9.         | Alex Young     | 109 goles  | 9.         | Graeme Sharp     | 445 partidos |
| 10.        | Tony Cottee    | 99 goles   | 10.        | Leon Osman       | 433 partidos |
|            |                |            |            |                  |              |

### Transferencias 2025-26
| Altas                 | Altas         | Altas            | Altas    | Altas        |
| Jugador               | Posición      | Procedencia      | Tipo     | Costo        |
| --------------------- | ------------- | ---------------- | -------- | ------------ |
| Thierno Barry         | Delantero     | Villarreal       | Traspaso | € 30.000.000 |
| Kiernan Dewsbury-Hall | Mediocampista | Chelsea          | Traspaso | € 28.650.000 |
| Carlos Alcaraz        | Mediocampista | Flamengo         | Traspaso | € 15.000.000 |
| Adam Aznou            | Defensa       | Bayern de Múnich | Traspaso | € 9.000.000  |
| Mark Travers          | Portero       | Bournemouth      | Traspaso | € 4.600.000  |
| Jack Grealish         | Delantero     | Manchester City  | Préstamo | € 0          |

| Bajas                 | Bajas         | Bajas                 | Bajas    | Bajas       |
| Jugador               | Posición      | Destino               | Tipo     | Costo       |
| --------------------- | ------------- | --------------------- | -------- | ----------- |
| João Virgínia         | Portero       | Sporting de Portugal  | Libre    | € 0         |
| Asmir Begovic         | Portero       | Leicester City        | Libre    | € 0         |
| Billy Crellin         | Portero       |                       | Libre    | € 0         |
| Mason Holgate         | Defensa       | Al-Gharafa            | Libre    | € 0         |
| Ashley Young          | Defensa       | Ipswich Town          | Libre    | € 0         |
| Abdoulaye Doucouré    | Mediocampista | Neom                  | Libre    | € 0         |
| Neal Maupay           | Delantero     | Olympique de Marsella | Traspaso | € 4.000.000 |
| Dominic Calvert-Lewin | Delantero     | Leeds United          | Libre    | € 0         |

## Entrenadores
El Everton ha tenido, contando a su actual técnico, un total de 39 entrenadores de fútbol a lo largo de su historia. El primer entrenador que tuvo el club fue William Edward Barclay, que dirigió al equipo en 1888. El entrenador que más tiempo ha estado al frente del club ha sido Harry Catterick, que estuvo al frente del equipo desde 1961 hasta 1973 y disputó 594 partidos con el primer equipo. El entrenador del Everton que ha ganado más trofeos nacionales e internacionales es Howard Kendall, que ganó dos campeonatos de Primera División, la FA Cup de 1984, la Recopa de Europa de la UEFA de 1985 y tres Community Shield.
Las nacionalidades principales de los entrenadores no ingleses han sido la escocesa (6 técnicos), irlandesa (2 técnicos), galesa (1 técnico), norirlandesa (1 técnico), italiana (1 técnico), española (2 técnicos), portuguesa (1 técnico) y neerlandesa (1 técnico).
| - 1888-1889 William Edward Barclay - 1889-1901 Dick Molyneux - 1901-1918 Will Cuff - 1918-1919 William James Sawyer - 1919-1935 Thomas H. McIntosh - 1935-1939 Comités - 1939-1948 Theo Kelly - 1948-1956 Cliff Britton - 1956-1958 Ian Buchan - 1958-1961 Johnny Carey - 1961-1973 Harry Catterick - 1973 Tom Eggleston - 1973-1977 Billy Bingham - 1977 Steve Burtenshaw - 1977-1981 Gordon Lee - 1981-1987 Howard Kendall - 1987-1990 Colin Harvey - 1990 Jimmy Gabriel - 1990-1993 Howard Kendall - 1993-1994 Jimmy Gabriel - 1994 Mike Walker - 1994-1997 Joe Royle - 1997 Dave Watson - 1997-1998 Howard Kendall | - 1998-2002 Walter Smith - 2002-2013 David Moyes - 2013-2016 Roberto Martínez - 2016 David Unsworth - 2016-2017 Ronald Koeman - 2017 David Unsworth - 2017-2018 Sam Allardyce - 2018-2019 Marco Silva - 2019 Duncan Ferguson - 2019-2021 Carlo Ancelotti - 2021-2022 Rafa Benítez - 2022 Duncan Ferguson - 2022-2023 Frank Lampard - 2023-2025 Sean Dyche - 2025 Leighton Baines - 2025- David Moyes |

## Palmarés

### Torneos nacionales (23)
| Competiciones nacionales        | Títulos                                                                          | Subcampeonatos                                                          |
| ------------------------------- | -------------------------------------------------------------------------------- | ----------------------------------------------------------------------- |
| Primera División (9/7)          | 1890-91, 1914-15, 1927-28, 1931-32, 1938-39, 1962-63, 1969-70, 1984-85, 1986-87. | 1889-90, 1894-95, 1901-02, 1904-05, 1908-09, 1911-12, 1985-86.          |
| FA Cup (5/8)                    | 1905-06, 1932-33, 1965-66, 1983-84, 1994-95.                                     | 1892-93, 1896-97, 1906-07, 1967-68, 1984-85, 1985-86, 1988-89, 2008-09. |
| Copa de la Liga (0/2)           |                                                                                  | 1976-77, 1983-84.                                                       |
| Community Shield (9/2)          | 1928, 1932, 1963, 1970, 1984, 1985, 1986*, 1987, 1995.                           | 1933, 1966.                                                             |
| Full Members Cup (0/2)          |                                                                                  | 1988-89, 1990-91. (Récord)                                              |
| Football League Super Cup (0/1) |                                                                                  | 1985-86. (Récord)                                                       |
|                                 |                                                                                  |                                                                         |
| Segunda División (1/1)          | 1930-31.                                                                         | 1953-54.                                                                |

### Torneos internacionales (1)
| Competiciones internacionales | Títulos  | Subcampeonatos |
| ----------------------------- | -------- | -------------- |
| Recopa de Europa (1/0)        | 1984-85. |                |

### Palmarés total
| Everton F. C.                                                                | 9 | 5 | - | 9 | - | - | 1 | - | - | 24 |
| Datos actualizados a la consecución del último título el 20 de mayo de 1995. |   |   |   |   |   |   |   |   |   |    |